# Casa Quaroni
Casa Quaroni è una palazzina di Novara in stile liberty che sorge sul Baluardo Quintino Sella, n° 28.

## Storia
La progettazione dell'edificio venne commissionata dalla famiglia Ugazio all'ing. Mario Rosina il quale, nell'elaborazione stilistica dell'edificio, subì le influenze dell'architetto viennese Otto Wagner cui era legato da stretti legami di parentela.
I lavori di costruzione iniziarono verosimilmente nel 1905 e terminarono nel 1907, come testimonia un bassorilievo posto sulla facciata in vicolo S. Chiara. La famiglia Quaroni, di cui oggi l'edificio porta il nome, entrò in possesso dell'immobile nei primi anni trenta del XX secolo, conservandone la proprietà sino ad oggi.

## Descrizione
I motivi floreali rappresentano lo stilema dominante di questo edificio e sono presenti su entrambe le facciate (Baluardo Quintino Sella e vicolo S. Chiara).
Il fiore prescelto e stilizzato in vari formati è la rosa, distaccandosi quindi dal tradizionale giaggiolo simbolo del Liberty stesso e creando una variante estetica particolare nel suo genere.
I motivi floreali disseminati sulle facciate proseguono anche internamente sui soffitti stuccati di entrambi i piani. Tutte le fusioni degli arredi metallici quali le balaustre, le inferriate e il grande loggiato che si affaccia sulla corte interna costituiscono motivi tipici dell'Art Nouveau. 
Suggestioni floreali trovano espressione anche nella vetrata arabescata e nel grande lucernario che dà luce allo scalone in marmo che collega internamente i due piani.

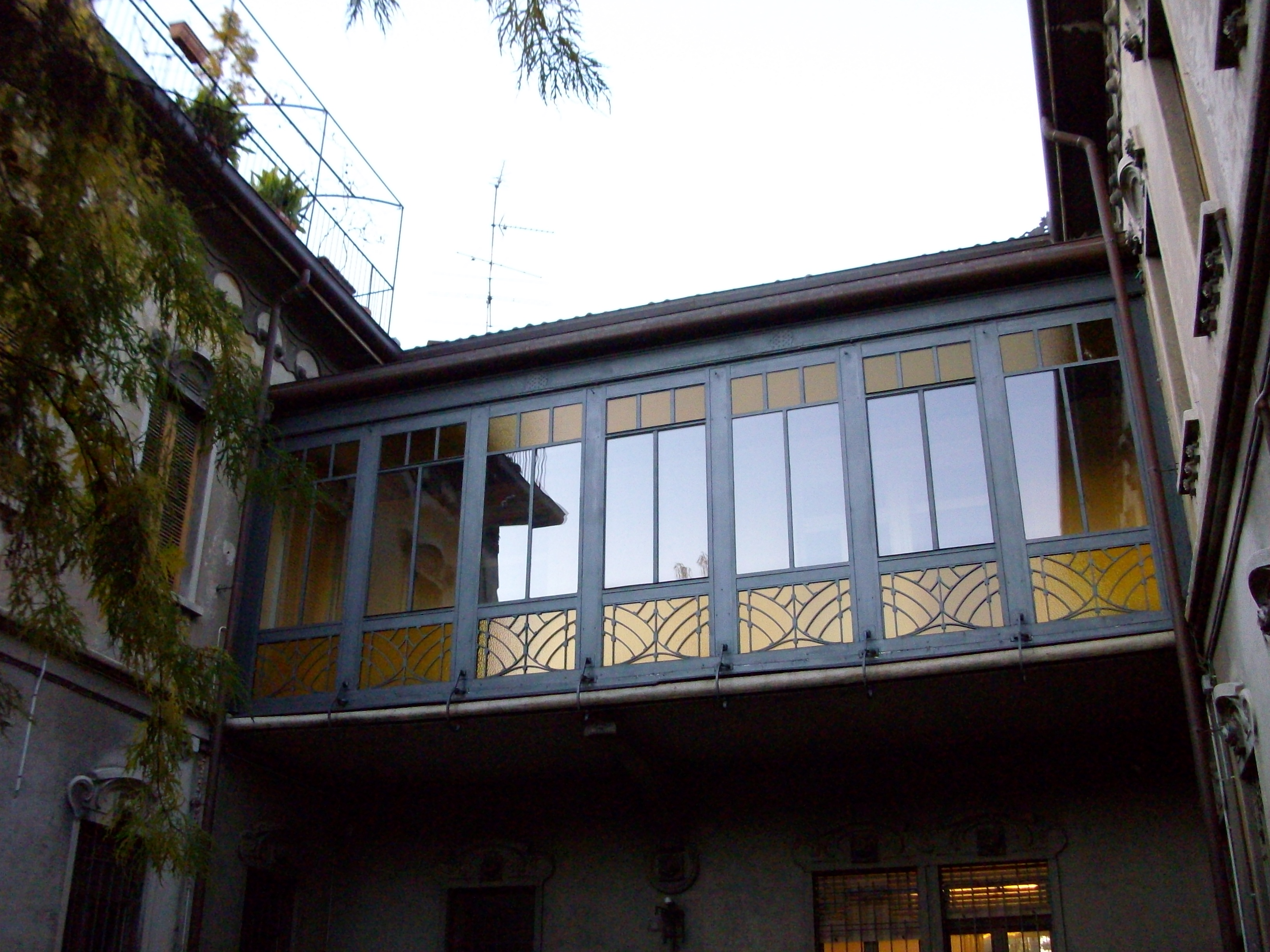
Il loggiato interno
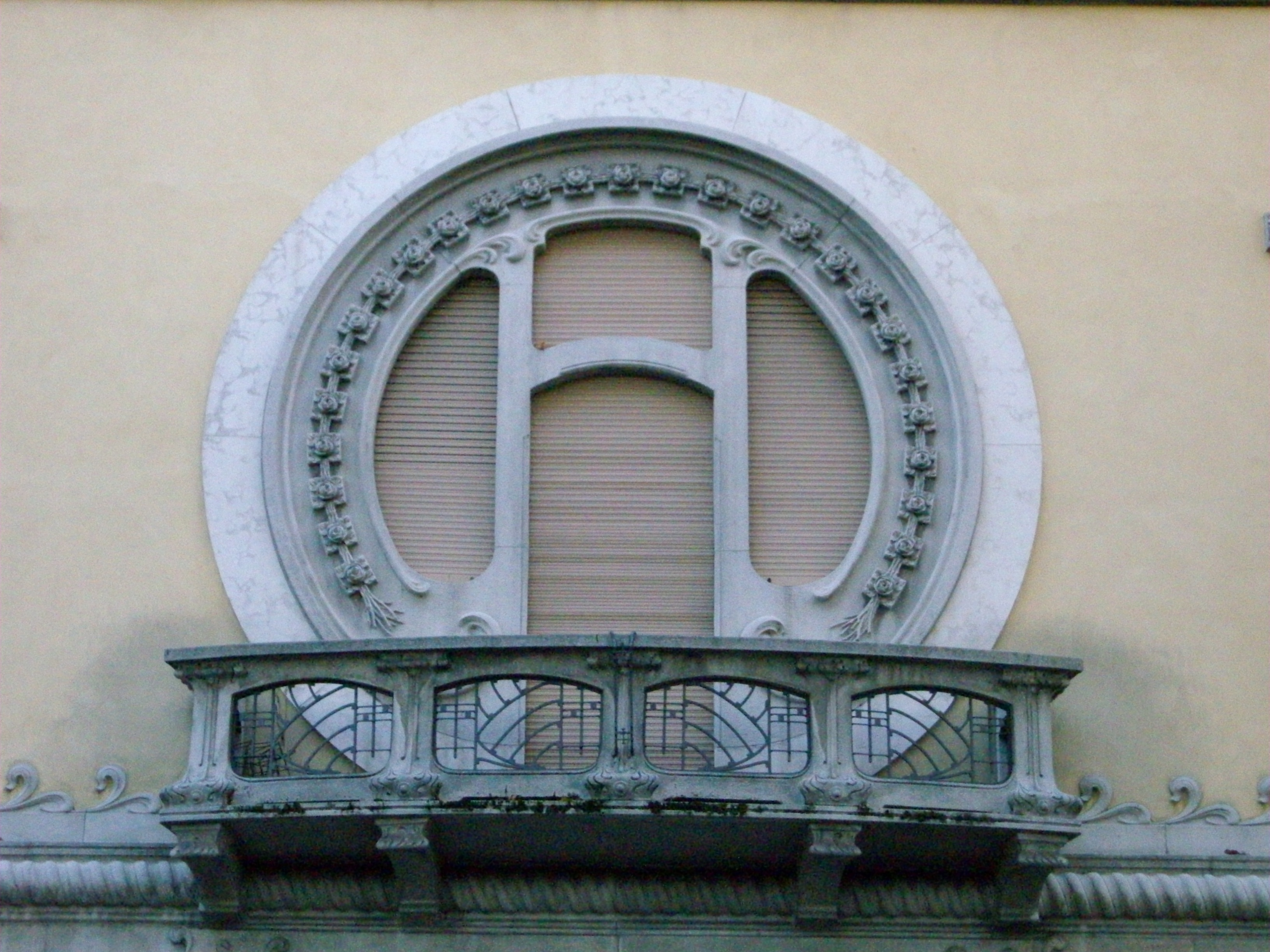
La grande finestra hortiana
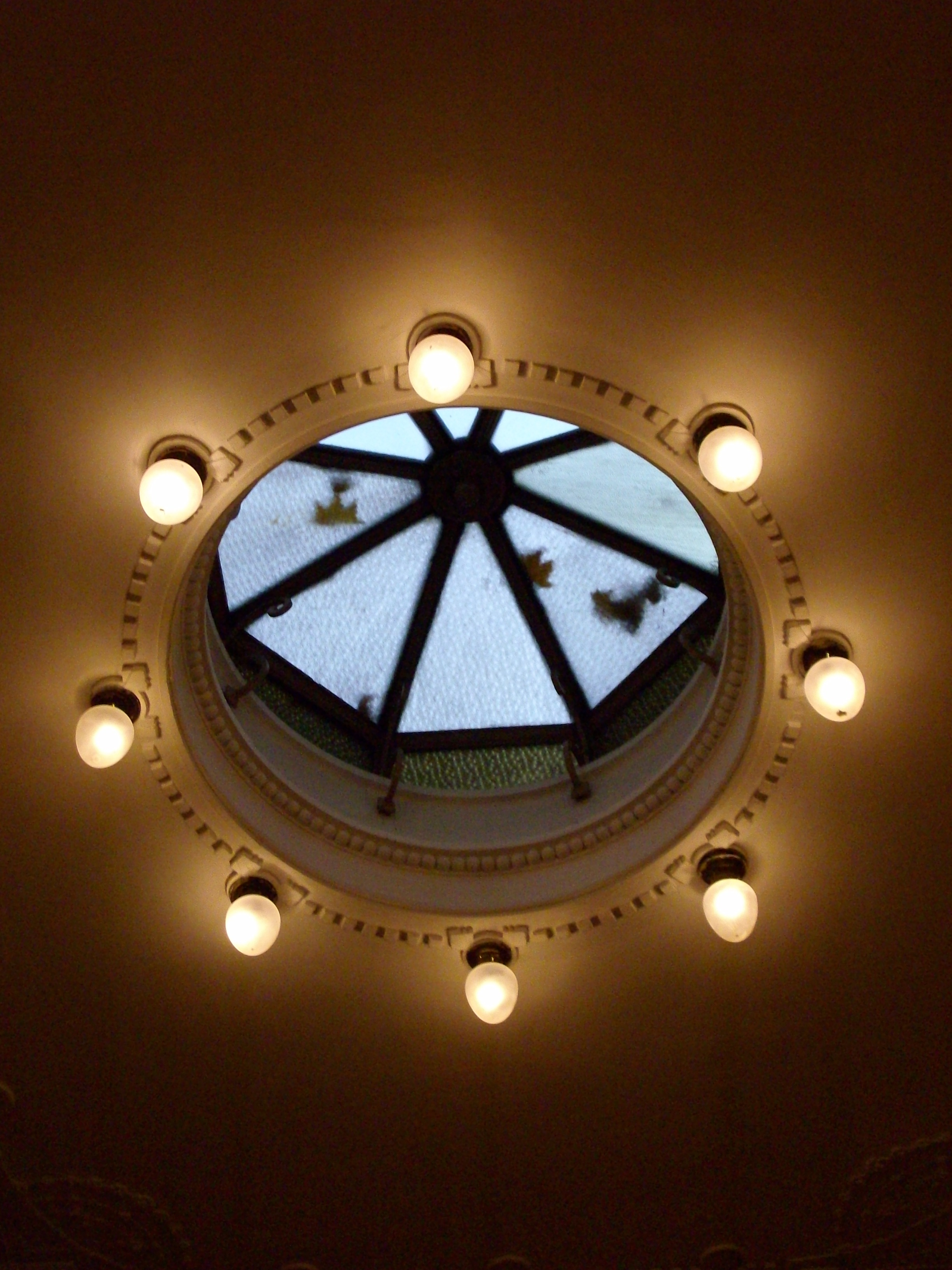
Il lucernario
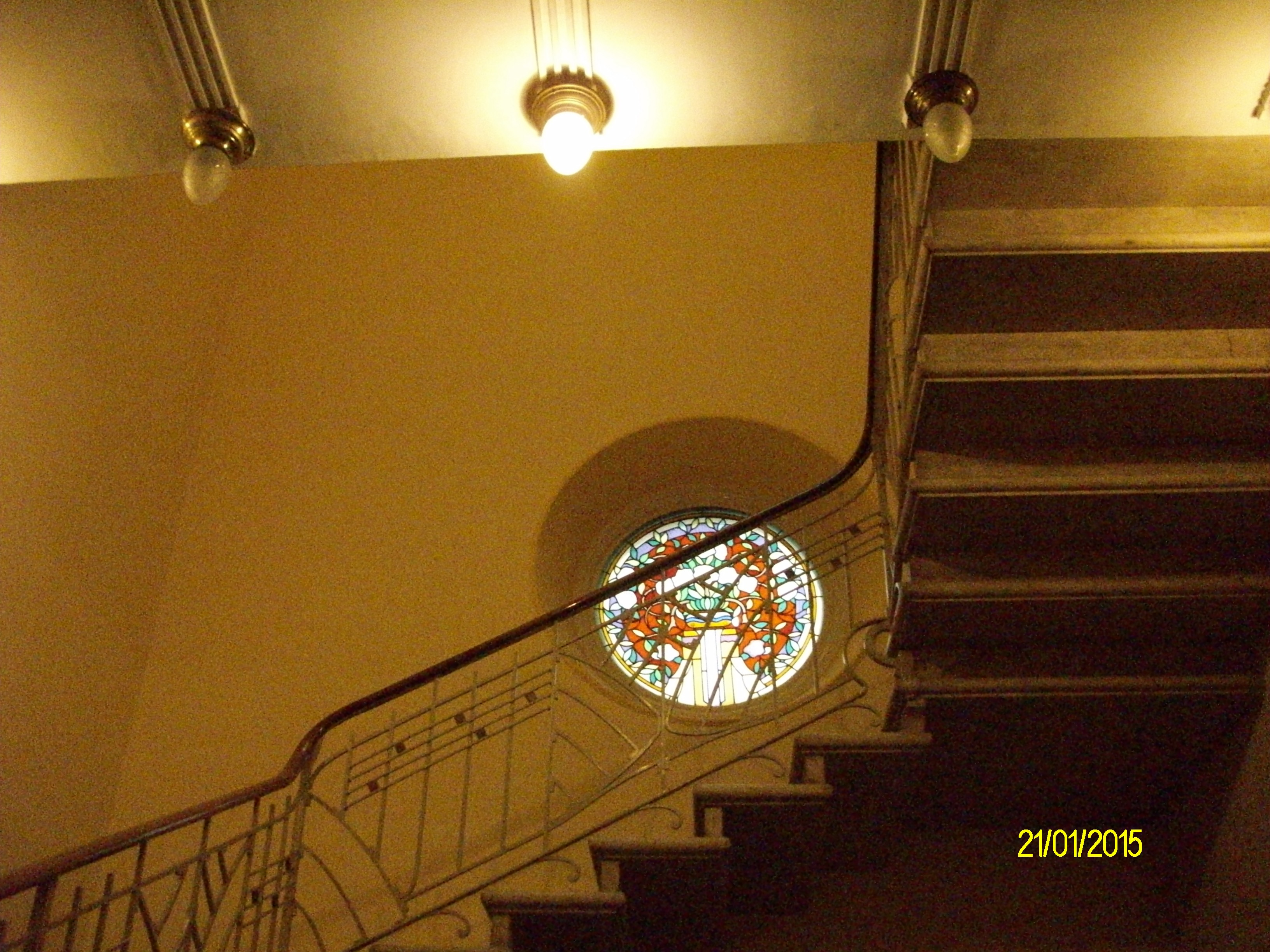
Lo scalone interno